# Votínskaia
Votínskaia (en rus: Вотинская) és un poble de la República de Komi, a Rússia, segons el cens del 2010 tenia 21 habitants.